# Чжу Юцзяо
Чжу Юцзяо (кит.: 朱由校; піньїнь: Zhu Youjiao), храмове ім'я Сіцзун (кит. трад.: 熙宗; піньїнь: Xīzōng; 23 грудня 1605 —30 вересня 1627) — п'ятнадцятий імператор династії Мін. Девіз правління — Тяньці (Небесне Керівництво).

## Життєпис
Народився 23 грудня 1605 року у родині імператора Чжу Чанло. Не мав нахилу до навчання та державних справ. Після смерті попереднього імператора його наложниця Лі Сюаньші намагалася отримати вплив над Чжу Юцзяо, але цьому завадили євнухи. Лі Сюаньші було переселено до палацу Ганьцінгун.
Новий імператор неохоче займався державними справами і передав їх у відання своєї колишньої годувальниці панні Ке та палацового євнуха Вей Чжунсяня. Останній увійшов в історію як один з найодіозніших вискочнів в історії країни. Він вважав себе рівним легендарним володарям Яо та Шунь, а також другим Конфуцієм. Його свавілля викликало обурення не тільки при дворі. За наказом Вей Чжунсяня було страчено декілько представників партії Дунлінь, найзапекліших опонентів євнуха. Імператор із захопленням займався столярством і теслярством, досягнувши в цьому професійної майстерності.
Водночас війська були паралізовані корупцією та репресіями серед військовиків. Скориставшись цим, у 1621 році маньчжури захопили землі майже впритул до Великого китайського муру — міста Ляоян та Шеньян (Мукден). Тоді хан Нурхаці здійснив вдалий похід углиб Китаю, дійшовши до Сичуаню. У 1622 році китайська армія зазнала поразки від маньчжурів при Нінчені. Військовий конфлікт не припинився навіть після смерті Нурхаці у 1626 році. У 1627 році почалися бойові дії маньчжурів проти китайського васала Кореї.
До зовнішніх труднощів додалася внутрішня соціальна напруга. Численні податки та зловживання фаворитів сприяли погіршенню економічного стану простого населення. З 1621 року почалося тривале повстання у віддалених районах провінцій Сичуань, Гуйчжоу і Юньнань під командуванням Вона Чонміна. У провінції Шаньдун у 1622 році відбулося повстання таємного товариства Білий лотос.
Помер Чжу Юцзяо 30 вересня 1627 року від застуди після ненавмисного падіння у холодну воду з корабля для імператорських прогулянок.

## Особисте життя
Чжу Юцзяо мав стосунки з представниками обох статей. Вважається, що у нього було два особистих палаци: один для коханок і один для коханців.